# 아영초등학교
아영초등학교는 대한민국 전북특별자치도 남원시 아영면 청계리에 있는 공립 초등학교이다.

## 학교 연혁
- 1922년 6월 26일 아영공립보통학교(4년제) 개교(갈계리)
- 1938년 4월 1일 아영공립심상소학교로 개칭[1]
- 1939년 3월 31일 6년제로 연장
- 1941년 4월 1일 아영공립국민학교로 개칭[2]
- 1941년 12월 5일 현 위치로 교사 이전
- 1950년 5월 24일 봉대국민학교 분리
- 1963년 1월 19일 일대국민학교 분리
- 1981년 3월 1일 병설유치원 설립
- 1996년 3월 1일 아영초등학교로 개칭[3]
- 1999년 9월 1일 봉대초등학교 통합
- 2000년 3월 1일 일대초등학교 통합
- 2019년 9월 1일 제33대 이승수 교장 부임
- 2021년 3월 1일 6학급(60명), 병설유치원(3명)

## 학교 상징
- 교화 : 철쭉 - 인근 봉화산에 산 철쭉이 화려하게 자생하며 군락을 이루고 있어 많은 관광객과 주민들이 즐겨보고 있어 우리 어린이들도 철쭉꽃처럼 화사하게 웃고 즐겁게 생활하는 뜻으로 교화로 선정함
- 교목 : 소나무 - 남산 위에 저 소나무 철갑을 두른 듯, 바람서리 불변찮은 우리 기상일세 애국가 2절의 가사처럼 소나무는 사철 한결같은 모습으로 이 땅을 지키면서 우리 민족의 생활 속에 친숙해진 나무로서 우리나라 전역에 거쳐 분포하며 그 수 또한 가장 많다. 학교 교정에도 소나무가 여러 그루 있으며 이 소나무를 교목으로 정하며 어린이들도 소나무가 성장하는 절개와 큰 기상을 본받도록 함
- 교조 : 비둘기 - 비둘기는 오래전부터 평화의 상징으로 여겨져 왔으며 귀소본능이 강하며 먼 곳에 갔다가도 집을 잘 찾아 온다고 한다. 아영초등학교를 졸업하는 학생들이 평화롭게 살아가며 이웃과 지역 사회에 기여하는 태도를 본받도록 함

## 참고 자료
- 아영초등학교 - 한국교육학술정보원 학교알리미